# Hans Broßmann
Hans Broßmann (* 24. November 1923 in Sprendlingen; † 25. März 1997 ebenda) war ein deutscher Landwirt, Winzer und Politiker (FDP).

## Leben
Nach dem Volksschulabschluss und dem Besuch der Oberschule in Sprendlingen leistete Broßmann Reichsarbeitsdienst bei den Seitz-Werken in Kreuznach und bei den Dornier-Werken in Friedrichshafen. Des Weiteren besuchte er die Staatliche Ingenieurschule Konstanz. 1941 meldete er sich freiwillig zur Fallschirmtruppe und nahm anschließend bis 1945 als Soldat am Zweiten Weltkrieg teil. Ab 1951 war er als selbständiger Landwirt und Winzer in Sprendlingen tätig.
Broßmann trat 1953 in die FDP ein und wurde später in den Kreis- und Bezirksvorstand der Partei gewählt. Ab 1956 war er Mitglied des Kreistages und des Kreisausschusses im Landkreis Bingen. Von 1964 bis 1969 war er Erster Kreisdeputierter.
Bei der Landtagswahl 1959 wurde Broßmann als Abgeordneter in den Rheinland-Pfälzischen Landtag gewählt, dem er zunächst bis zum Ablauf der Legislaturperiode 1963 angehörte. Er war über die Landesliste der FDP Rheinland-Pfalz in den Landtag eingezogen und gehörte dort dem Petitionsausschuss an. Vom 1. Juni 1969, als er für den ausgeschiedenen Abgeordneten Günter Storch nachrückte, bis 1971 war er erneut Landtagsabgeordneter, dieses Mal als Mitglied des Ausschusses für Landwirtschaft und Weinbau.
Hans Broßmann war verheiratet und hatte zwei Kinder.

## Auszeichnungen
- 1971: Verdienstkreuz am Bande der Bundesrepublik Deutschland